# سالفورد سيتي موسم 2019-20
موسم 2019-20 هو الموسم الثمانين لسالفورد سيتي في وجودهم وأول موسم لهم في الدوري الثاني بعد ترقية النادي عبر التصفيات الموسم السابق.